# La Joya de los López
La Joya de los López är en ort i Mexiko.   Den ligger i kommunen Mocorito och delstaten Sinaloa, i den västra delen av landet, 1 100 km nordväst om huvudstaden Mexico City. La Joya de los López ligger 534 meter över havet och antalet invånare är 200.
Terrängen runt La Joya de los López är varierad. Runt La Joya de los López är det glesbefolkat, med 8 invånare per kvadratkilometer. Närmaste större samhälle är El Triguito, 17,6 km nordost om La Joya de los López. I omgivningarna runt La Joya de los López växer i huvudsak lövfällande lövskog.